# Didi Chutia
Didi Chutia (georgiska: დიდი ხუტია), Stora Chutia, är ett berg i Georgien. Det ligger i regionen Abchazien, i den nordvästra delen av landet, 290 km nordväst om huvudstaden Tbilisi. Toppen på Didi Chutia är 3 518 meter över havet.